# Condado de Torreblanca
El condado de Torreblanca es un título nobiliario español creado por el rey Carlos II de España por Real despacho el 12 de junio de 1683 a favor de Luis Ibáñez de Segovia y Orellana, vecino de Lima (Virreinato del Perú), hijo de Luis Ibáñez de Segovia y Peralta, I marqués de Corpa y de su esposa María Josefa de Orellana y Luna. 

## Condes de Torreblanca
|                               | Titular                                             | Periodo                |
| Creación por Carlos II        | Creación por Carlos II                              | Creación por Carlos II |
| ----------------------------- | --------------------------------------------------- | ---------------------- |
| I                             | Luis Ibáñez de Segovia y Orellana                   | 1683-1752              |
| II                            | Mateo Ibáñez de Segovia e Ibáñez                    | 1752-                  |
| III                           | Mateo Ibáñez de Segovia y Molina                    |                        |
| IV                            | Nicolasa Ibáñez de Segovia y Molina                 | 1924-1956              |
| Rehabilitado por Alfonso XIII |                                                     |                        |
| V                             | María de la Concepción de Castillejo y Wall         | 1924-1956              |
| VI                            | María de la Concepción Pérez de Guzmán y Castillejo | 1956-2021              |
| VII                           | María de la Concepción Vijande y Pérez de Guzmán    | 2021-hoy               |

## Historia de los condes de Torreblanca
- Luis Ibáñez de Segovia y Orellana (m. 1752), I conde de Torreblanca.[1] En 1681, su padre, Luis Ibáñez de Segovia y Peralta, compró el título del marquesado de Corpa para él mismo y el condado de Torreblanca para su hijo, Luis Ibáñez de Segovia y Orellana por 60 000 pesos. Fueron dos de los once títulos de Castilla que se pusieron en venta para sufragar los gastos por la boda del rey en 1679.[2]

Le sucedió, el hijo de su hermano Mateo Ibáñez de Segovia y Orellana, II marqués de Corpa que había casado con Matea Ibáñez de Segovia y Fuentes, por tanto su sobrino:
- Mateo Ibáñez de Segovia e Ibáñez,  II conde de Torreblanca,[1] III marqués de Corpa.

Casó con María Josefa de Molina y Cetina. Le sucedió su hijo:
- Mateo Ibáñez de Segovia y Molina, III conde de Torreblanca, IV marqués de Corpa. Sin descendientes. Le sucedió su hermana:

- Nicolasa Ibáñez de Segovia y Molina,  IV condesa de Torreblanca.

Rehabilitado en 1924 por:
- María de la Concepción de Castillejo y Wall (1899-1986), V condesa de Torreblanca.[3]

Casó con José María Pérez de Guzmán y Sanjuán, I conde de Hoochstrate. Le sucedió su hija en 1956:
- María de la Concepción Pérez de Guzmán y Castillejo (1986-2021), VI condesa de Torreblanca.[3]

Casó con Enrique Vijande Brees.  Le sucedió su hija:
- María de la Concepción Vijande y Pérez de Guzmán (n. Madrid, 9 de octunbre de 1961),[3] VII condesa de Torreblanca.[4]

Casó el 16 de julio de 1981, en Pollensa, con Gerardo Vidal y Sastre. Padres de Enrique y de Carlos Vidal y Vijande.